# Tournoi thématique
Aux échecs on appelle tournoi thématique un tournoi dans lequel toutes les parties doivent commencer par une ouverture imposée.
Fréquente à la fin du XIXe siècle, cette pratique est peu à peu tombée en désuétude dans les compétitions sur l’échiquier mais reste courante par correspondance. L’ICCF organise régulièrement de tels tournois.

## Tournois historiques
Au tout début du XXe siècle, deux importants tournois eurent lieu en Autriche-Hongrie. Les deux eurent comme début imposé le gambit du roi. À Vienne, en 1903, le tournoi est remporté par Mikhaïl Tchigorine. Neuf ans plus tard, Rudolf Spielmann remporte le tournoi d’Abbazia.
Plus récemment, en 1994, un tournoi thématique fut organisé à Buenos Aires en l’honneur de Lev Polougaïevski. Le début imposé était la défense sicilienne dont le Grand maître soviétique fut l’un des plus grands spécialistes. Ce tournoi fut remporté par Valeri Salov.

## Match entre Lasker et Tchigorine
En 1904 à Brighton, un match où le gambit Rice (une variante du gambit du roi où les blancs sacrifient un cavalier) était le début imposé, vit s'affronter le champion du monde Emanuel Lasker et Mikhail Tchigorine. Ce dernier remporta le match (+2-1=3).